# 呉瑞香
呉 瑞香（ウー・レイシャン）は、SNKの対戦型格闘ゲーム『サムライスピリッツ』シリーズに登場する架空の人物。声優は劉セイラ。

## 概要
『SAMURAI SPIRITS（2019年）』にて初登場した女性キャラクター。武器は持ち手の付いた風水羅盤「超級・招龍羅盤」。
代々龍脈を守ることを使命とする、由緒正しい風水師一族の末裔の女性。清帝国に仕えており、反帝国の気運を高め叛乱を招いていると目された地脈の乱れの調査を皇帝に命じられ、各地へ旅立つ。戦闘では、超級・招龍羅盤を使って、神獣の力を顕現させ、秘伝の奥義では龍を召喚する。
賢明な人物だが極度のドジで、室内に籠りがちであることから、運動を大の苦手とする。
エンディングでは、静御前の邪気を祓って、地脈の乱れが収まったことに呼応して叛乱が鎮圧され安堵したのも束の間、古代の災禍の真相を調査せよという新たな勅命によって再び過酷な旅に身を投じることとなる。

### キャラクターデザイン
眼鏡を掛け、結った長い髪を簪や髪飾りで飾り、チャイナドレス（デフォルトカラーは緑）を着用している。口元の向かって左下にはほくろがある。
全体的に露出度は少なめだが、チャイナドレスの両脇には深いスリットが入っており、足の露出度は高い。「風水師」という設定があらかじめ決められており、ビジュアルを練ってから、ゲームの性能面が決まっていった。
キャラクターデザイナーの佐治有倫によれば、真面目な理系女子というコンセプトでデザインを開始し、途中からドジっ娘の設定などが取り入れられ現在のデザインになった。

### 武器
超級・招龍羅盤
太極図が刻印された、黄金の風水羅盤で、瑞香が祖父から受け継いだ。
通常攻撃では打撃武器、防御時には盾として使用する。必殺技の「玄武 -排山倒海-」では水を、「朱雀 -三昧真火-」では炎を発射する。
招龍羅盤を落とすと、眼鏡も落とす。

## キャラクター性能
遠距離戦に特化し、飛び道具やトラップで遠距離から相手の体力を少しずつ削っていくのが基本的な戦い方。
一方で近距離戦は苦手としているため、近付かれ近距離戦となった場合の立ち回りが勝敗を左右する。

## 技の解説

### 必殺技
玄武 -排山倒海-
弾速の速い水の飛び道具を放つ。弱〜強で、上・中・下に射ち分ける事が可能。
朱雀 -三昧真火-
羅盤から前方に炎を放射する近距離技。怒り頂点時では、威力や攻撃範囲が強化される。
白虎 -天羅地網-
地面に金色の水溜りのようなものを発生させ、触れると地面から出現させた棘で攻撃する設置式の罠。
罠は一定時間が経過するか再度同技を発動すると消滅する。棘に触れた相手は打ち上げられる。弱〜強で設置場所が変化する 。
青龍 -星馳電掣-
頭上に掲げた羅盤に雷を落とし、周囲に攻撃する。弱〜強で攻撃範囲が拡大する。
麒麟 -石破天驚-
上段～中段の技を受け止め、成功すると地面から石の棘を出現させて反撃する当身技。飛び道具も跳ね返す事が可能。

### 武器飛ばし必殺技
秘術・九頭竜掌
巨大な竜の足を召喚して、上空から相手を踏みつけさせる。

### 秘奥義
黄竜顕現・開天闢地
羅盤を勢いよく振り上げた拍子に自分の頭にぶつけて取り落とし、暴走した羅盤によって異空間から召喚された巨大な竜が、相手に炎を吹き出す。
龍が相手に炎を浴びせる様子を見た瑞香が慌てふためくなど、コミカルな演出がされている。

## 関連人物
- 色 - 色のストーリーで、ライバルとして登場する。
- シャルロット - ストーリーモードで、ライバルとして対戦する。
- 王虎